# جيم ديمبسي (لاعب كرة قدم)
جيم ديمبسي (بالإنجليزية: Jim Dempsey)‏ هو لاعب كرة قدم ومدرب كرة قدم بريطاني في مركز الدفاع، ولد في 28 يوليو 1959 في بلزهيل ‏ في المملكة المتحدة. لعب مع نادي كلايد.